# Дифференция (музыка)
Диффере́нция (лат. differentia — различие) — формульная мелодическая фраза в конце распева псалма. Основное назначение — звуковысотная корреляция псалма и связанного с ним антифона.

## Краткая характеристика

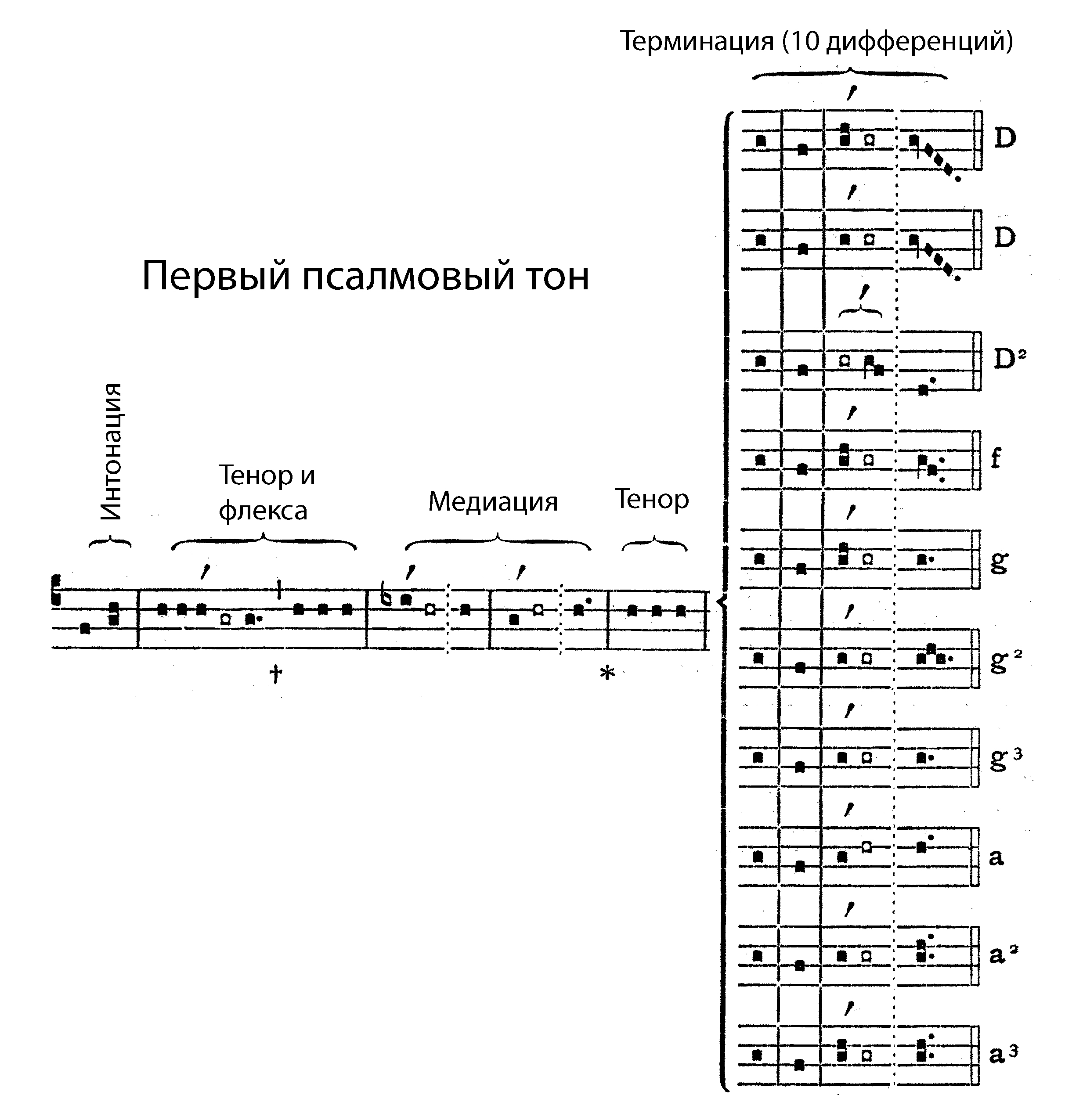
Псалмовый тон I (римская традиция) с 10 стандартными дифференциями. Нотный пример в квадратной нотации, с современной аналитической разметкой

Единого и общепринятого каталога дифференций никогда не существовало: количество дифференций разнится от одного тона к другому и от одной рукописи к другой. В Liber usualis, стандартной для певческого обихода католиков в XX веке, I тон содержит 10 дифференций, III, IV и VII тоны — 5 дифференций, VIII тон — 3 дифференции, II, V и VI тоны — только одну. 

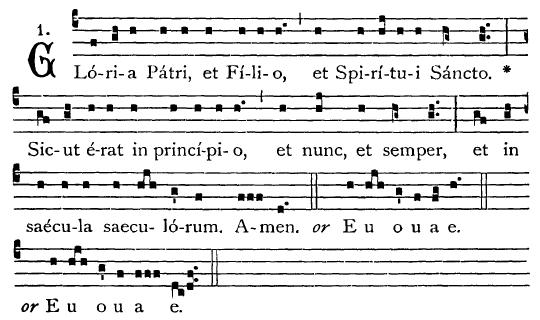
Распев доксологии Gloria Patri... (здесь — по формуле первого псалмового тона). Дифференции передаются традиционно гласными заключительных слов доксологии — EUOUAE

В обиходных певческих книгах и в тонариях дифференции часто обозначаются только гласными EUOUAE (saeculorum amen), по последним словам малой доксологии (Gloria Patri et Filio et Spiritui Sancto…). Последний тон дифференции может совпадать с финалисом антифона (в таких случаях в обиходных книгах он снабжается прописной латинской буквой), а может и не совпадать (тогда он обозначается строчной буквой). Например, в пяти стандартных дифференциях VII тона ни одна не оканчивается на финалисе (a, h, c, c, d), притом что из трёх дифференций VIII тона две оканчиваются тоном финалиса, а третья — нет (G, G, c). 
Многие средневековые авторы указывали на важность дифференции как структурного элемента в псалмодии, обеспечивающего звуковысотную общность псалма и связанного с ним «основного» распева (антифона). Аббат Одо Аретинский (конец X века) в прологе к своему тонарию, например, писал: «Кто хочет быть прилежным в пении, пусть ежедневно и тщательно изучает приведенные формулы ладов и дифференции (formulas et differentias) в них. <...> Многие из числа [певчих], коих я наблюдал в церкви, из-за самонадеянности ставят себя выше остальных, и поют каждый в "своем" тоне и кругом ошибаются <...> Никто вообще не понимает, что все антифоны в своем начале совпадают с началом псалма, [к тому же] большая часть антифонов  кончается так, как начинается псалом», наподобие антифона O beatum pontificem, который многие относят ко второму тону, но ошибаются, поскольку он первого тона, с седьмой дифференцией <...>.